# Альменара-де-Адаха
Альменара-де-Адаха (ісп. Almenara de Adaja) — муніципалітет в Іспанії, у складі автономної спільноти Кастилія-і-Леон, у провінції Вальядолід. Населення — 28 осіб (2010).
Муніципалітет розташований на відстані близько 120 км на північний захід від Мадрида, 48 км на південь від Вальядоліда.

## Демографія
Динаміка населення (INE ):

## Галерея зображень

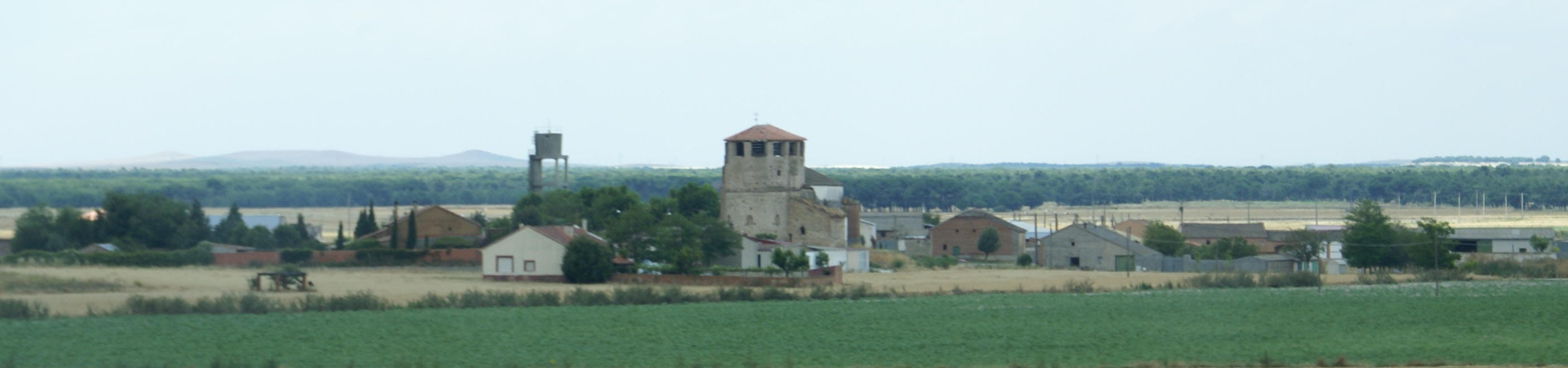
Альменара-де-Адаха